# Yannis Wyss
Yannis Wyss  (* 17. April 2001) ist ein Schweizer Unihockeyspieler, der beim Nationalliga-A-Verein SV Wiler-Ersigen unter Vertrag steht.

## Karriere

### Verein
Wyss debütierte 2019 für den Schweizer Nationalliga-A-Vertreter SV Wiler-Ersigen. In seiner ersten Saison absolvierte er sechs Partien für die Emmentaler.

### Nationalmannschaft
2017 wurde Wyss in das Kader der Schweizer U19-Nationalmannschaft aufgenommen. Mit der Schweiz nahm er an der Weltmeisterschaft im kanadischen Halifax teil.